# Maurice de Abravanel
Maurice de Abravanel (Salônica, 6 de janeiro de 1903 — Salt Lake City, 22 de setembro de 1993) foi diretor de orquestra grego. Com 6 anos de idade partiu para a Suíça, onde começa por estudar medicina, abandonando esta a favor da música, tendo tipo por mestre K. Weill em Berlim. A partir de 1933 trabalhou como maestro com o Bailei de G. Balanchine, fazendo uma carreira internacional sobretudo nos Estados Unidos, com a Orquestra Sinfónica de Utah, com a qual fez muitas gravações, com destaque para as integrais das sinfonias de J. Brahms, P. Tchaikovsky e G. Mahier.